# Santa (Woroba)
Santa è una città e sottoprefettura della Costa d'Avorio appartenente al dipartimento di Ouaninou. Conta una popolazione di 9 357 abitanti (censimento 2014).